# Фабриции
Фабри́ции (лат. Fabricii) — гернический род из города Алетриум, переселившийся в Рим, вероятно, в 306 году до н. э.

## Гай Фабриций Лусцин
Из этого рода особенно прославился Гай Фабриций Лусцин (Gaius Fabricius Luscinus), впервые упоминаемый в 284 году как посол к тарентинским городам. В 282 году он, будучи консулом, воевал с самнитами, луканами и бруттийцами, освободил город Фурии и взял столь богатую добычу, что после покрытия всех расходов досталась казне ещё сумма в 400 талантов. Он дошёл до города Регий и оставил там гарнизон для защиты римских интересов. В 280 году он, как легат консула, участвовал в битве при Гераклее и вёл с Пирром переговоры о выдаче военнопленных. Пирр, по преданию, приглашал его перейти к нему на службу и предлагал ему громадные сокровища, от чего римлянин отказался. Врач Пирра в свою очередь предлагал Фабрицию отравить царя, но Фабриций не воспользовался предательством, а сообщил об этом Пирру, добавив: «Видишь, царь, что ты не умеешь отличить друзей от врагов». Прочти посланное нами письмо и узнай, что с людьми честными и справедливыми ты ведешь войну, а бесчестным и негодным доверяешь. Мы же предупреждаем тебя не из расположения к тебе, но чтобы твоя гибель не навлекла на нас клевету, чтобы не пошли толки, будто мы победили в войне хитростью, не сумев победить доблестью". Получив письмо и узнав о злом умысле, Пирр покарал врача и, желая отблагодарить Фабриция и римлян, отпустил без выкупа всех пленных, Кинея же снова послал добиваться мира. Римляне считали не подобающим для себя принимать пленных от врага ни в знак его приязни, ни в награду за то, что они воздержались от преступления, а потому без выкупа вернули пленных самнитам и тарентинцам, отказавшись, однако, начать переговоры о мире и союзе прежде, чем Пирр не прекратит войну и не отплывет с войском обратно в Эпир на тех же судах, на которых прибыл.
В 278 году Фабриций опять был консулом, после ухода Пирра из Италии воевал с луканами, бруттийцами, тарентинцами и самнитами и в конце года получил триумф. С Гераклеей Фабриций заключил союз. В 275 году Фабриций был цензором.
Фабриций был человек простой, честный и неподкупный и умер бедным; государство от себя дало приданое его дочерям. В знак особого отличия ему и его потомству дали право быть похороненными в самом Риме.

## Другие представители рода
Из остальных Фабрициев никто особенно не отличался; как патриции, так и плебеи не были расположены к пришельцам и не давали им ходу. Известны:
- Гай Фабриций Лусцин (ум. после 190 до н. э.), городской претор Рима в 195 году до н. э[1].;
- Луций Фабриций, сын Гая (ум. после 62 до н. э.), куратор римских дорог (curator viarum) в 62 году до н. э. В этом качестве возвёл первый в древнеримской архитектуре двухарочный мост, соединивший левый берег Тибра у подножия Капитолия с островом Тиберина (также известным как остров Эскулапа). Это каменное строение получило название «мост Фабриция»[2];
- Квинт Фабриций (возможно, носил когномен «Вейентон»; ум. после 57 до н. э.), народный трибун 57 до н. э. В предыдущем году в числе прочих сенаторов, симпатизировавших Цицерону, защищал оратора от яростных нападок сторонников Клодия, предложив сенату отозвать Марка Туллия из ссылки, но вынужден был уступить перед могуществом Пульхра[3]. Вполне возможно, тождественен легату Фабрицию Вейентону, оставленному Марком Кальпурнием Бибулом в Сирии в 50 году до н. э.;
- Квинт Фабриций (ум. после 2 до н. э.), вероятный сын либо внук предыдущего[4], консул-суффект 2 года до н. э[5].;
- Авл Дидий Галл Фабриций Вейентон (ум. после 62), претор в 55 году. За пасквили против жрецов и другие бесчинства при Нероне был обвинён и сослан в 62 году[6][7].